# Katherine Johnson
Katherine Coleman Johnson, född 26 augusti 1918 i White Sulphur Springs i Greenbrier County i West Virginia, död 24 februari 2020 i Hampton i Virginia, var en banbrytande amerikansk matematiker. Hon var bland annat verksam vid NASA. Hennes beräkningar av omloppsbanor för rymdfarkoster var avgörande för det lyckade genomförandet av Mercuryprogrammet, de första amerikanska bemannade rymdfärderna. Hennes insatser skedde under en period präglad av segregation och då kvinnors rättigheter var begränsade. 

## Biografi
Katherine Johnson visade redan som barn talang för siffror, och hon studerade hårt och genomförde sin skoltid snabbt. Som 10-åring började hon high school och vid 15 års ålder började hon läsa kurser på West Virginia State College och utbildade sig i matematik och franska. Under sin collegetid lärde hon sig att lösa stora problem genom matematik och i synnerhet geometri. Vid 18 års ålder avlade Johnson examen ifrån college.
Efter en tid som lärare blev hon år 1939 antagen som en av tre afro-amerikanska studenter till West Virginia University. De var därmed med och desegregerade skolan nästan två decennier innan Little Rock Nine gjorde det samma på en high school i Arkansas år 1957. Hon gjorde ett uppehåll från studierna när hon gifte sig med James Goble och fick tre döttrar, och fortsatte sedan att undervisa.

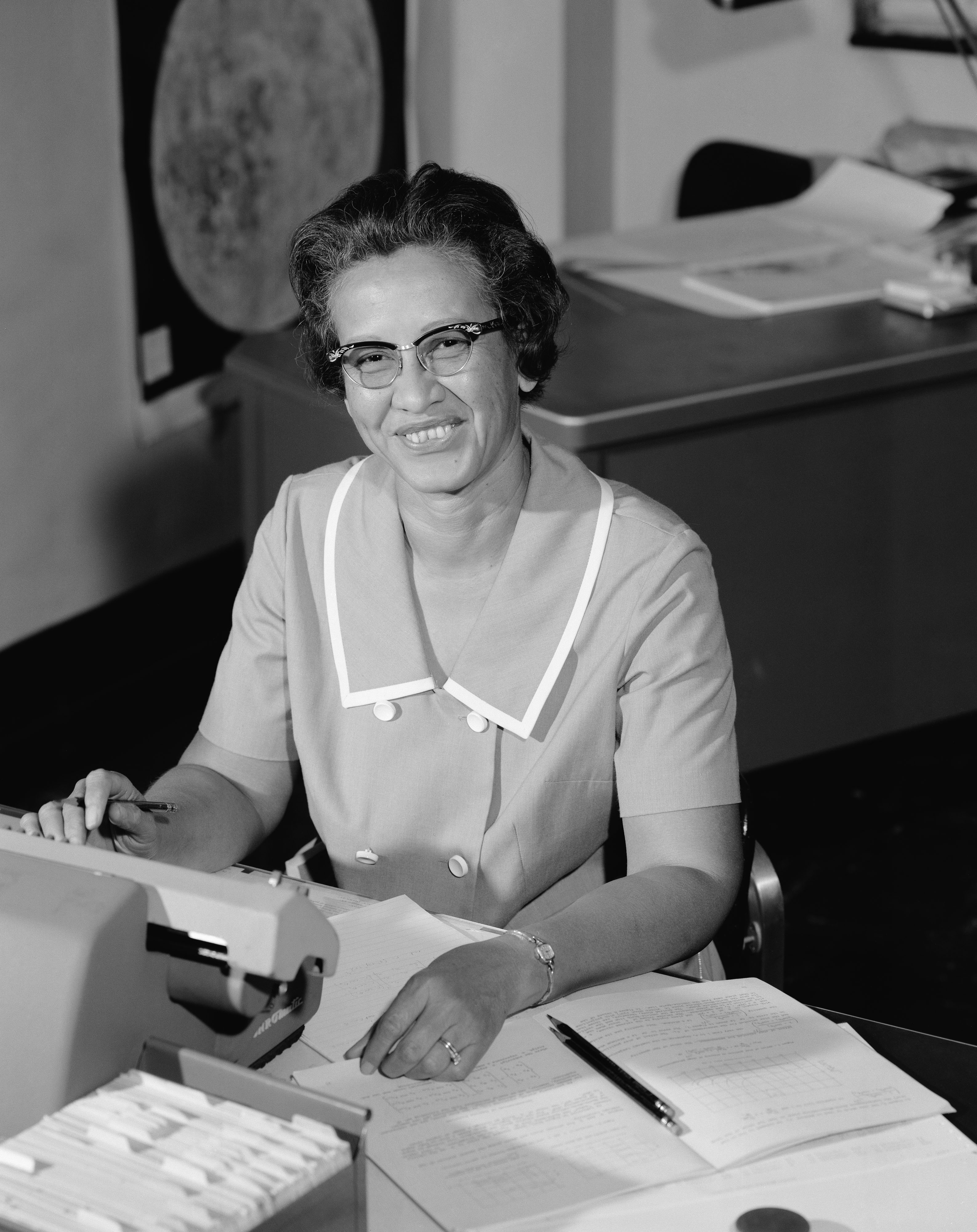
Katherine Johnson på NASA, 1966

1953 började Johnson arbeta för National Advisory Committee for Aeronautics (NACA:s), vars uppdrag bestod i analysera data från flygkrascher. Där arbetade hon tillsammans med Dorothy Vaughan och Mary Jackson, i en grupp kallad West Area Computing. Gruppen bestod av afro-amerikanska kvinnor som manuellt gjorde komplexa matematiska beräkningar som sedan kom att användas i framtagandet av USA:s första rymdsatsningar. Denna grupp av kvinnor kallades för mänskliga räknare.
Johnsons väg till NASA var lika betydelsefull som det arbete som hon gjorde där. Hon var personen som astronauten John Glenn ringde till för att kontrollera, för hand, datorns plan för hans bana runt jorden år 1962, vilket var den första resan runt jorden av en amerikan. Johnson skriver i sin bok “Jag var felkontrollen, sista stoppet”.
1956 blev Katherine Johnson änka, men gifte om sig med James Johnson år 1959.

### Arbetet för NASA
Johnson fortsatte arbeta för NACA, som omformades till NASA 1958. Tidigare hade arbetsplatsen präglats av segregation, men detta ändrades då NASA redan från början förbjöd detta. År 1959 publicerade Katherine Johnson sin första forskningsrapport. Denna rapport tillsammans med hennes arbete med utvecklingen av exakta kursberäkningar för NASA:s tidiga bemannade rymdfärder, gjorde att USA kunde ligga i framkant som rymdfärdsnation. På denna tid var inte heller datorers uträkningar helt pålitliga, därför användes till exempel Katherine Johnson som mänsklig räknare för att kontrollräkna. I början av 60-talet började Johnson räkna på månens omloppsbanor, vilket var avgörande för att president Kennedy skulle lyckas med sitt mål att sätta en man på månen. Hon kom att arbeta med komplicerade beräkningar för rymdprogram som Freedom 7 Mercury (1961–1963), Friendship 7 Mercury med John Glenn (1962) och även det program som möjliggjorde de första människorna på månen 1969 (Apollo 11).
Johnson gick i pension 1986 och hade då arbetat 33 år för NASA. Hon blev belönad med The Presidential Medal of Freedom år 2015 av President Barack Obama och 2019 tilldelades hon Kongressens guldmedalj.

## I populärkulturen
Katherine Johnson gestaltades av Taraji P. Henson i den Oscarsnominerade filmen Dolda tillgångar från 2016. Filmen baseras på boken om kvinnorna på West Area Computing: Hidden Figures: The American Dream and the Untold Story of the Black Women Mathematicians Who Helped Win the Space Race av Margot Lee Shetterly. 
År 2021 publicerades boken My Remarkable Journey: A Memoir av Katherine Johnson, Joylette Hylick och Katherine Moore, med Lisa Frazier Page Amistad. Boken är en memoar som beskriver hur offentligt erkännande förändrade hennes sista år, från att närvara vid Oscarsgalan 2017 till att hedras med utmärkelsen presidentens frihetsmedalj 2015 av president Barack Obama. Johnson berättar hur ett matematikunderbarn från White Sulphur Springs i West Virginia blev en "mänsklig räknare" för några av de mest sedda raketuppskjutningarna i historien. Boken skildrar hur Johnson övervann köns- och rasdiskriminering. 